# 南乐县
南乐县是河南省濮阳市下辖的一个县，面积623平方公里，总人口約47万人。与山东省莘县、河北省魏县、大名县毗邻。縣人民政府駐城關鎮。

## 历史沿革
南乐县舊作昌乐县。民國時期屬河北省大名道。
1949年平原省成立，南乐县属平原省濮阳专区。
1952年平原省撤消，新乡、安阳、濮阳3专区划入河南省，南乐县隶属河南省濮阳专区。
1954年安阳、濮阳两专区合并，属安阳专区。
1958年安阳、新乡两专区合并，改属新乡专区。1960年新、安分治，复属安阳专区。
1983年9月，安阳专区撤消，属濮阳市。

## 人口
根據第七次人口普查數據，截至2020年11月1日零時，南樂縣常住人口為476557人。

## 政治

### 行政区划
南乐县下辖7个镇、5个乡：
城关镇、韩张镇、元村镇、福堪镇、张果屯镇、千口镇、谷金楼镇、杨村乡、西邵乡、寺庄乡、梁村乡和近德固乡。

### 历届领导层
中国共产党南乐县第十三届委员会

## 交通
- 106国道、 341国道过境。

## 民族
按2003年统计，全县回族有545人，土家族17人，侗族6人，蒙古族182人，藏族28人，苗族38人，壮族23人，土族17人，撒拉族1人，彝族30人，达斡尔族8人，朝鲜族26人，布依族17人，满族20人，白族1人，傈僳族1人，佤族2人，高山族1人，布朗族1人。